# Autodromo Vallelunga
Das Autodromo Vallelunga Piero Taruffi, benannt nach dem früheren Formel-1-Piloten Piero Taruffi, ist eine italienische Motorsport-Rennstrecke in der Region Latium. Die Anlage liegt zwei Kilometer nordnordwestlich der Gemeinde Campagnano di Roma und rund 30 Kilometer nördlich der italienischen Hauptstadt Rom.

## Geschichte
Die Rennstrecke von Vallelunga entstand im Jahr 1951. Ab 1963 wurde hier der Gran Premio di Roma ausgetragen, im Jahr 1967 wurde die Strecke erweitert und Eigentum des Automobile Club d’Italia (ACI), des italienischen Automobilclubs.
Im August 2004 begannen die Arbeiten für einen weiteren Ausbau der Strecke. Sie wurde um etwa einen Kilometer verlängert und erreichte dadurch die Homologation durch die FIA. Seitdem wurde sie von vielen Formel-1-Teams, wie beispielsweise Ferrari, Williams oder Toyota als Teststrecke genutzt.
Zur Strecke gehört heute auch ein Fahrsicherheitszentrum.

## Veranstaltungen
In den Jahren 2007 und 2008 wurde in Vallelunga ein Lauf zur Superbike-Weltmeisterschaft ausgetragen.
Aktuell (Stand 2024) starten unter anderem die TCR Europe Touring Car Series und die NASCAR Whelen Euro Series auf der Strecke.

## Daten

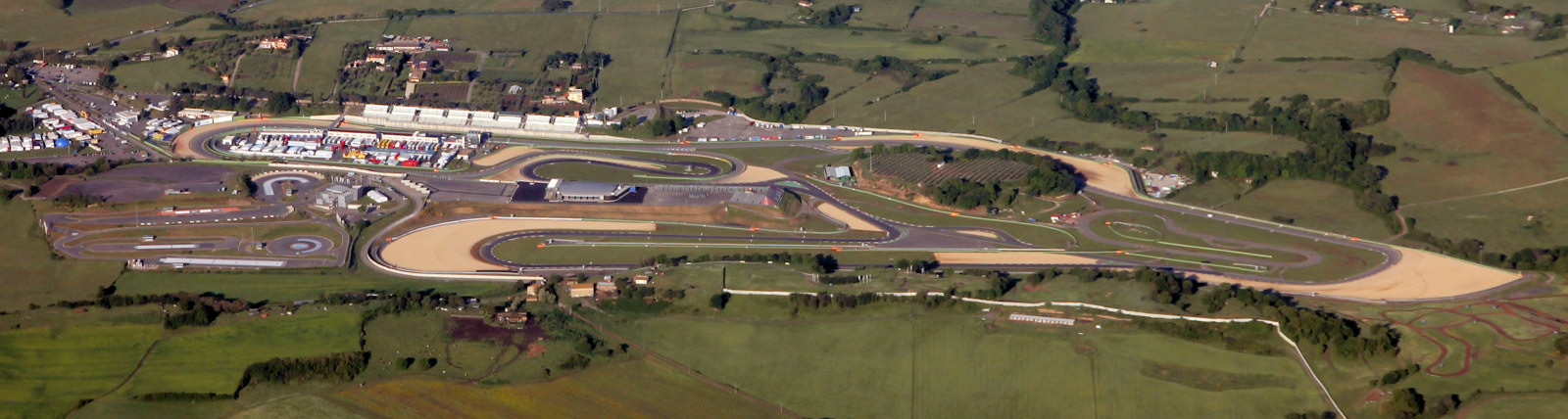
Das Autodromo Vallelunga

| Länge                     | 4.085 Meter (4.110 Meter bei Motorradveranstaltungen) |
| Fahrtrichtung             | im Uhrzeigersinn                                      |
| Fahrbahnbreite            | 11,0 Meter                                            |
| Fahrbahnbreite Zielgerade | 14,0 Meter                                            |
| Kurven                    | 10 (3 Links- und 7 Rechtskurven)                      |
| min. Kurvenradius         | 23 Meter                                              |
| max. Kurvenradius         | 166 Meter                                             |